# Conectoma

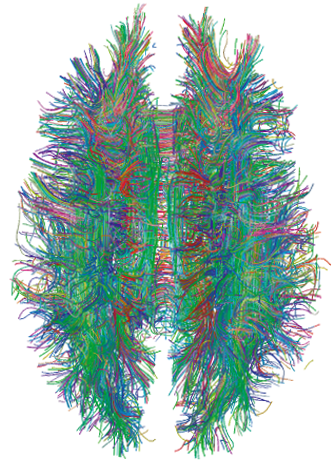
Conexiones de sustancia blanca en el interior de un cerebro humano, por medio de tractografía MRI

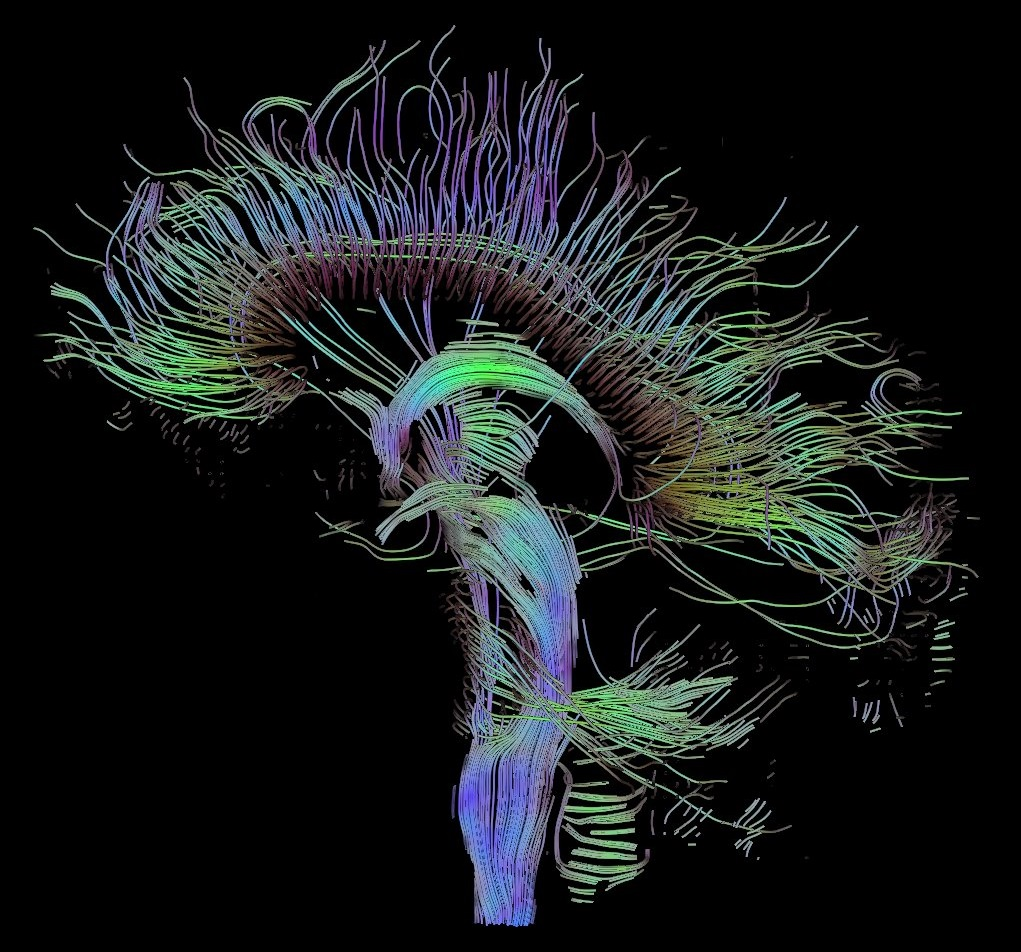
Reconstrucción tractográfica de las conexiones neurales por DTI

Un conectoma es un mapa de las conexiones entre las neuronas del cerebro. La producción y el estudio de los conectomas se conoce como conectómica.
En el 2005, Olaf Sporns, de la Universidad de Indiana, en el artículo The Human Connectome, a structural description of the human brain (El conectoma humano, una descripción estructural del cerebro humano) y Patric Hagmann, del Hospital Universitario de Lausana, en su tesis doctoral From diffusion MRI to brain connectomics (De la IRM de difusión a la conectómica cerebral), propusieron simultánea e independientemente el término connectome [conectoma] para referirse  a un plano de las conexiones neuronales en un cerebro. El vocablo expresa el conjunto de las conexiones, del mismo modo que genoma expresa el conjunto de los genes.
Según Hagmann, «para comprender el funcionamiento de una red se deben conocer sus elementos y sus interconexiones (...). Según Sporns, «el conectoma aumentará considerablemente nuestra comprensión de los procesos emergentes funcionales a partir de las estructuras cerebrales y proporcionará nuevas ideas sobre los mecanismos que utiliza el cerebro si las estructuras cerebrales están dañadas». 
Tras el éxito de la reconstrucción de todas las conexiones neurales del Caenorhabditis elegans (White et al., 1986; Varshney et al., 2011), surgió el Proyecto Conectoma Humano de los Institutos Nacionales de Salud (NHI) de los Estados Unidos, para construir un mapa de las redes neurales del cerebro humano adulto y sano.
El término "conectoma" se popularizó también gracias al discurso "Soy mi conectoma", que ofreció Sebastian Seung en la  Conferencia TED del 2010, en la que aborda las metas de alto nivel de hacer un diagrama del conectoma humano y de los esfuerzos por construir un mapa neural 3-D del tejido cerebral a una escala microscópica.
 En el 2012, Seung publicó el libro Connectome: How the Brain's Wiring Makes Us Who We Are (Conectoma: cómo el cableado cerebral nos hace ser quienes somos).

## El conectoma a diferentes escalas
Un conectoma óptimo sería la cartografía precisa de las conexiones de cada neurona, lo que resulta técnicamente muy largo y costoso y necesitaría el almacenaje y la utilización de una enorme cantidad de datos. Un cerebro humano contiene al menos 1010 neuronas unidas por 1014 conexiones sinápticas. Para fines de comparación, el número de bases del genoma humano es de 3x109.
A escala microscópica, el conectoma describe la disposición de las neuronas y de las sinapsis entre ellas en el interior de una parte del sistema nervioso.
A escala macroscópica, su objeto es comprender la organización de las conexiones a gran escala del conjunto de las neuronas entre todas las áreas corticales y subcorticales del cerebro.

## Relación entre estructura y función
La función cerebral parece estar restringida por la estructura y la anatomía que le dan soporte.
En biología, las redes estructurales y las redes funcionales pueden no estar alineadas de manera uniforme en todo el cerebro humano.
Los estudios basados en modelos biofísicos, muestran que la estructura y la función del cerebro humano pueden estar estrechamente alineadas en la corteza unimodal, es decir, las regiones sensoriomotoras primarias. Pero estructura y función parecen desacoplarse gradualmente, en la corteza transmodal de orden superior (modo predeterminado y redes de prominencia).

## Enlaces  externos
- Esta obra contiene una traducción parcial derivada de « Connectome » de Wikipedia en inglés, concretamente de esta versión, publicada por sus editores bajo la Licencia de documentación libre de GNU y la Licencia Creative Commons Atribución-CompartirIgual 4.0 Internacional.
- (en inglés) Proyecto Conectoma Humano
- (en inglés) El proyecto Conectoma de Harvard
- (en inglés) Sitio oficial del Proyecto Conectoma Humano, patrocinado por los NIH
- (en inglés) Sitio del Proyecto Conectoma Humano del NITRC
- (en inglés) Investigación sobre el conectoma del EPFL/CHUV, Lausana, Suiza
- (en inglés) NIH Blueprint para investigación en neurociencias
- Bock y otros han obtenido 12TB de datos que están disponibles públicamente en Open Connectome Project (Proyecto Conectoma Abierto).

- Datos: Q1292103
- Multimedia: Connectomics / Q1292103